# Campo Formoso (kommun)
Campo Formoso är en kommun i Brasilien.   Den ligger i delstaten Bahia, i den östra delen av landet, 1 000 km nordost om huvudstaden Brasília. Antalet invånare är 66 638.
Följande samhällen finns i Campo Formoso:
- Campo Formoso
- Laje

Omgivningarna runt Campo Formoso är huvudsakligen savann. Runt Campo Formoso är det glesbefolkat, med 8 invånare per kvadratkilometer.